# Drepanosticta dentifera
Drepanosticta dentifera är en trollsländeart som beskrevs av Douglas E. Kimmins 1936. Drepanosticta dentifera ingår i släktet Drepanosticta och familjen Platystictidae. Inga underarter finns listade i Catalogue of Life.